# Route nationale 637
Pour les articles homonymes, voir Route 637.
La route nationale 637 ou RN 637 était une route nationale française reliant Pau à Montgaillard. À la suite de la réforme de 1972, elle a été déclassée en RD 937.

## Ancien tracé de Pau à Montgaillard (D 937)
- Pau
- Bizanos
- Aressy
- Meillon
- Assat
- Bordes
- Boeil-Bezing
- Baudreix
- Mirepeix
- Coarraze
- Igon
- Montaut
- Saint-Pé-de-Bigorre
- Peyrouse
- Lourdes
- Arcizac-ez-Angles
- Escoubès-Pouts
- Montgaillard